# 9.º Distrito Congressional do Alabama
O 9º Distrito Congressional do Alabama foi um dos Distritos Congressionais do Estado norte-americano do Alabama, segundo o censo de 1950 sua população era de 558.928 habitantes, o distrito foi extinguido em 1963 após o censo de 1960.